# Mogoro
Mogoro – miejscowość i gmina we Włoszech, w regionie Sardynia, w prowincji Oristano. Graniczy z Collinas, Gonnostramatza, Masullas, Pabillonis, San Nicolò d’Arcidano, Sardara, Terralba i Uras.
Według danych na rok 2004 gminę zamieszkiwały 4722 osoby, 98,4 os./km².